# Johann Georg Siegesbeck
Johann Georg Siegesbeck  (* 1686 in Merseburg; † 1755 in Sankt Petersburg) war ein deutscher Arzt und Botaniker. Er war ab 1735 Demonstrator des Botanischen Gartens in Sankt Petersburg und Professor der Botanik bei der Russischen Akademie der Wissenschaften, deren Mitglied er war. Sein offizielles botanisches Autorenkürzel lautet „Siegesb.“

## Leben und Wirken
Siegesbeck war Systematiker und ausgesprochener Gegner des linneischen Systems, das die Pflanzenwelt auf Basis der Fortpflanzungsorgane klassifiziert. Siegesbeck argumentierte weniger auf Basis naturwissenschaftlicher Erkenntnisse als vielmehr mit Tugendhaftigkeit und Gottesfurcht, die für damalige gesellschaftliche Verhältnisse ebenso politisch korrekt wie unumstößlich galten. Auszug aus Botanosophiae: „[…] Wer möchte glauben, dass von Gott solche verabscheuungswürdige Unzucht im Reiche der Pflanzen eingerichtet wurden ist? Wer könnte solch unkeusches System der akademischen Jugend darlegen, ohne Anstoß zu erregen?“
Die Feindschaft zwischen Siegesbeck und Linné war tief und äußerte sich in vieler Art. So ist noch heute ein von Linné klassifiziertes, unbedeutendes Unkraut als Sigesbeckia serrata (Siegesbeckie) bekannt. Siegesbeck nutzte anderseits seine Position in Sankt Petersburg aus, um die Lieferung von russischen und sibirischen Pflanzen an die Forschergemeinschaft um Linné zu sperren.
Siegesbecks 15 Bände umfassendes Herbarium mit den fast 300 Jahre alten Exemplaren wird in der Herzog August Bibliothek in Wolfenbüttel aufbewahrt.

## Ehrentaxon
Carl von Linné benannte nach ihm die Gattung Sigesbeckia der Pflanzenfamilie der Korbblütler (Asteraceae).

## Werke
- Dissertationem inauguralem medico botanicam de rorella. Wittenberg 1716 – Dissertation unter Adam Brendel
- Schediasma philosophico-astronomicum de vero systemate cosmico ad hunc diem nondum perspecto ac cognito; quo non solum hypothesium tam Ptolemaicae, quam Tychonicae, sed et praecipue Copernicanae ... immo mathematica evolutione, fallere nescia, clare evincitur ac demonstratur. Operis Majoris prodromus. Helmstedt 1732
- Chronologiae verioris specimen, quo aequinoctium vernum... Helmstedt 1735
- Propempticum medico-botanicum de Maianthemo lilium convallium officinis vulgo nuncupato, quo lectiones ac demonstrationes botanicas per aestatem anni MDCCXXXVI. horis pomeridianis tam in horto medico Petriburgensi quam in locis campestribus suscipiendas botanophilis significare eosque ad has ipsas officiose invitare voluit Io. Georgius Siegesbeck, m. d. et p. t. horti eiusdem praefectus. Sankt Petersburg 1736
- Primitiae florae Petropolitanae sive catalogus plantarum tam indigenarum quam exoticarum, quibus instructus fuit hortus medicus Petriburgensis per annum MDCCXXXVI. Riga 1736
- Botanosophiae verioris breuis sciagraphia in vsum discentiumadornata : accedit ob argumenti analogiam, epicrisis in clar. Linnaei nuperrime euulgatum systema plantarum sexuale, et huic superstructam methodum botanicam. Sankt Petersburg 1737
- Vaniloquentiae botanicae specimen, a M. Jo. Gottlieb Gleditsch in consideratione Epicriseos Siegesbeckianae in scripta botanica Linnaei, pro rite obtinendo sexualistae titulo, nuper evulgatum, jure vero retorsionis refutatum et elusum. Sankt Petersburg 1741